# Edson Dutra
Edson Becker Dutra (Bom Jesus, 19 de fevereiro de 1952)) é um músico brasileiro. É o gaiteiro fundador e o vocalista do conjunto Os Serranos.

## Biografia
Edson Becker Dutra nasceu em 19 de fevereiro de 1952, em Bom Jesus, na Serra Gaúcha. Aos sete anos, já estudava acordeão, solfejo, teoria musical e história da música no Conservatório Carlos Gomes, na sua cidade natal. Durante o primeiro ano do curso de especialização no Conservatório Rossini, em Caxias do Sul, em 1968, fundou, junto a Frutuoso Luis de Araújo, o conjunto musical Os Serranos. A dupla gravou seu primeiro disco – um compacto duplo – em 1969, em São Paulo, tendo como padrinho e apoiador Honeyde Bertussi, este já artista famoso à época. O primeiro LP veio em 1972, pela gravadora Califórnia, o Nostalgia Gaúcha, ao lado de Frutuoso Araújo e de seu irmão Everton Dutra. Quatro anos depois, Edson Dutra se formou em Direito. Entre 1977 e 1987, atuou com escritório próprio no centro de Porto Alegre, nas áreas cível e criminal, paralelamente à carreira musical.
Em 1986 idealizou o Festival Ronco do Bugio, tendo como jurados os acordeonistas Honeyde Bertussi e Albino Manique, entre outros. O festival ocorre até os dias atuais, na cidade serrana de São Francisco de Paula.
Em 1998, gravou um CD solo, chamado Serrano Cantor, pela gravadora USA Discos de Porto Alegre. Neste CD, além de músicas gaúchas, gravou músicas internacionais, como Granada, Sonata ao Luar e La Cumparsita, acompanhado de grandes músicos da Orquestra Sinfônica de Porto Alegre (OSPA). Conquistou com Os Serranos três discos de ouro, com mais de cem mil cópias vendidas em cada um. São eles, Isto é… Os Serranos, Bandeira dos Fortes e Os Serranos Interpretam Sucessos Gaúchos.
Ganhou o troféu José Gomes de Souza, música ecológica, na Califórnia da Canção Nativa, em Uruguaiana, em 1981, com a composição Capão de Mato.
Ganhou o diploma de Honra ao Mérito, da Assembleia Legislativa de Santa Catarina, por serviços prestados à cultura catarinense, em 3 de setembro de 1993. Ganhou o Troféu Anita Garibaldi, do MTG de Santa Catarina, em 3 de setembro de 1993.
Ganhou o título Honorífico de Cidadão de Porto Alegre, da Câmara Municipal de Porto Alegre, por serviços prestados à cultura Rio-Grandense, em 10 de dezembro de 1996.
Realiza shows artísticos e grandes bailes pelo Brasil; apresentou-se muitas vezes em países do Mercosul; realizou turnês pelos Estados Unidos, tocando em Miami, Newark, Washington e Boston.
Ele já compôs mais de 150 músicas, a grande maioria gravada pelo Os Serranos.

## Discografia

### Carreira Solo
- 2017 - Serrano Cantador

### Carreira com Os Serranos
- 1969 - Minha Querência
- 1970 - Nostalgia Gaúcha
- 1974 - Som Crioulo
- 1975 - Rio Grande Nativo
- 1977 - Baita Macho
- 1980 - Rio Grande Tchê
- 1982 - Capão de Mato
- 1983 - Ao Estilo dos Serranos
- 1985 - Outras Andanças
- 1986 - Nossas Andanças
- 1987 - Isto é Os Serranos
- 1988 - Bandeira dos Fortes
- 1989 - 20 anos de Luta e de Glória
- 1990 - Estampa
- 1993 - Marca de Talento
- 1994 - 25 Anos de Música Para o Brasil
- 1995 - Tradicionalista
- 1996 - Mercosul de Canções
- 1998 - Criado em Galpão
- 1999 - Os Serranos Interpretam Sucessos Gaúchos Vol.1
- 2000 - De Bem Com a Vida
- 2002 - Vaneira, Vaneira
- 2003 - Os Serranos Interpretam Sucessos Gaúchos Vol.2
- 2004 - Serrano, Sim Senhor
- 2007 - Ao Vivo na Expointer
- 2008 - Canção Serrana
- 2009 - 40 Anos - Sempre Gaúchos!
- 2010 - Campeiro Feliz
- 2013 - Os Serranos Interpretam Sucessos Gaúchos V0l.3
- 2015 - Inverno Serrano
- 2017 - Conhecendo o Rio Grande do Sul
- 2020 - Renasce o Rio Grande
- 2024 - 55 Anos - Ao Vivo